# 汉密尔顿·卢格全球与国际研究学院
汉密尔顿·卢格全球与国际研究学院，前身为全球与国际研究学院（SGIS），是印第安纳大学布卢明顿分校的一所学院。该学院成立于2012年，并于2018年正式以美国政治家李·汉密尔顿和理查德·卢格的名字命名，致力于国际事务、外国语言和区域研究。

## 组织
学院设有四个学系：
- 中央欧亚研究系
- 东亚语言与文化系
- 国际研究系
- 中东语言与文化系

此外，学院还设有众多专注于特定地区和主题领域的中心和项目，包括非洲研究项目、拉丁美洲和加勒比研究中心、欧洲研究所和伊斯兰研究项目。